# Iván Nagy (danseur)
Pour les articles homonymes, voir Ivan Nagy (homonymie) et Nagy.
Iván Nagy est un danseur et chorégraphe hongrois né à Debrecen le 28 avril 1943, et mort à Budapest le 22 février 2014.

## Repères biographiques
Après des études à l'Institut national de Ballet de Budapest, il rejoint l'Opéra de Budapest en 1960, passe au Washington National Ballet en 1965 et enfin au New York City Ballet. Principal dancer de l'American Ballet Theatre de 1968 à 1978, il travaille notamment avec Alvin Ailey puis, après une éclipse de quelques années, il est appelé à diriger le Cincinnati/New Orleans Ballet (1986-1989) et l'English National Ballet (1990-1993), puis à nouveau le Cincinnati/New Orleans Ballet (1993-2000).